# Agent officiel
Au Québec, l'agent officiel ou le représentant officiel d'un candidat à des élections autorise les dépenses électorales pendant la campagne électorale. Au terme de la campagne électorale, il doit produire un rapport des dépenses électorales à l'intention du directeur général des élections du Québec.